# Maria José Alves
Maria José Alves (Ceará, 10 de marzo de 1977) es una deportista brasileña que compitió en atletismo adaptado especialista en las disciplinas 100 m planos, 200 m planos y 400 m planos.
Ha sido parte del conjunto femenino de atletismo brasileño que ha participado en varios Juegos Paralímpicos. Alcanzó la medalla de bronce en los Juegos Paralímpicos de Atlanta 1996 en la modalidad 100 m planos y en los 200 m planos, presea que también ganó en los Juegos Paralímpicos de Atenas 2004 en las mismas categorías. Adicionalmente, recibió la presea de bronce en el Mundial de Atletismo Adaptado realizado en Lille el año 2002. También representó a su país en los Juegos Paralímpicos de Sídney 2000 y en los Juegos Paralímpicos de Pekín 2008, donde compitió en sus tres especialidades.